# Cervecería Cuauhtémoc Moctezuma
Cervecería Cuauhtémoc Moctezuma est une brasserie d'importance majeure au Mexique, située à Monterrey, dans l'État du Nuevo León. Créée en 1890, elle dépend de la FEMSA, la plus importante compagnie productrice de boisson du pays.